# Michael Gue
Michael Gue (* 21. September 1962 in Hildesheim) ist ein ehemaliger deutscher Fußballspieler. Der Stürmer spielte drei Jahre für Hannover 96 im deutschen Profifußball.
Gue spielte in der Jugend beim VfL Borsum und Concordia Hildesheim, ehe er zum SV Arminia Hannover wechselte. Für den Klub lief er in der drittklassigen Oberliga Nord auf. Der Nachwuchsspieler trug mit neun Saisontoren in der Spielzeit 1981/82 zum Erreichen der Aufstiegsrunde zur 2. Bundesliga bei. Dort verpasste die Mannschaft nach nur einem Sieg gegen Tennis Borussia Berlin hinter BV Lüttringhausen und TuS Schloß Neuhaus den Aufstieg. Zwar konnte er in den beiden folgenden Spielzeiten seine Trefferzahl erhöhen und jeweils eine zweistellige Toranzahl erzielen, der Verein knüpfte jedoch nicht an den Erfolg an.
Mit 15 Saisontoren in der Spielzeit 1983/84 weckte Gue das Interesse des Ortsrivalen Hannover 96. Der Verein hatte die Lizenz für die 2. Bundesliga erst erhalten, nachdem einige Leistungsträger abgegeben worden waren, und musste nun unter Trainer Werner Biskup auf junge und unbekanntere Spieler setzen, die er vornehmlich aus der eigenen Jugend oder dem regionalen Umfeld verpflichtete. Die mit etlichen Profidebütanten wie Maximilian Heidenreich, Oliver Stoecking, Matthias Kuhlmey oder Jose Manuel Cobano antretende Mannschaft überraschte jedoch in der zweiten Liga mit Angriffsfußball. Gue avancierte mit 14 Saisontoren zum besten Torschützen der Mannschaft in der Saison 1984/85 und trug an der Seite der Sturmkameraden Franz Gerber und Frank Hartmann entscheidend dazu bei, die Saison hinter dem 1. FC Nürnberg auf dem zweiten Tabellenplatz zu beenden und damit wieder in die 1. Bundesliga aufzusteigen. Auch in der ersten Liga gehörte er zu den besten Torschützen des Vereins, in der Sturmreihe um Siegfried Reich und Fred Schaub erzielte er acht Bundesligatore, darunter im März 1985 ein Tor des Monats. In der durch mehrere Trainerwechsel geprägten Saison – nachdem Jürgen Rynio im November den alkoholkranken Biskup ersetzt hatte, folgten von Januar bis März 1986 Jörg Berger und anschließend Helmut Kalthoff – verpasste der Klub den Klassenerhalt.
In der Zweitliga-Spielzeit 1986/87 rückte Gue bei Hannover 96 unter dem neu verpflichteten Trainer Jürgen Wähling ins zweite Glied und wurde von Gregor Grillemeier als Sturmspitze beerbt, der mit Siegfried Reich das Sturmduo bildete. In der Folge kam Gue hauptsächlich als Einwechselspieler zum Einsatz, nur fünfmal stand er im Saisonverlauf in der Anfangsformation. Am letzten Spieltag erzielte er bei seinem letzten Spiel für Hannover 96 anlässlich eines 5:5-Unentschiedens gegen den FSV Salmrohr seinen einzigen Saisontreffer. Während der Klub in die erste Liga zurückkehrte, trennte sich der Verein von Gue.
Danach war Gue als Amateurfußballer, u. a. für den VfV Hildesheim, den SV Bavenstedt und den SC Asel aktiv. In den 2010er Jahren war er mehrfach mit den Seniorenmannschaften von Hannover 96 regional und bundesweit erfolgreich (zuletzt 2013 deutscher Vizemeister der Ü 50). Für den örtlichen Skatklub Hildesheimer Rose trat er in der Bundesliga an; einige Jahre spielte er für den Skatklub Borsumer Buben in den DSKV-Ligen.
Gue war hauptberuflich als Beamter im Verwaltungsdienst der Stadt Hildesheim tätig. In der Zeit von 2006 bis 2022 leitete er bis zum Eintritt in den Ruhestand das Standesamt Hildesheim.